# Plagitura parva
Plagitura parva är en plattmaskart. Plagitura parva ingår i släktet Plagitura och familjen Plagiorchiidae. Inga underarter finns listade i Catalogue of Life.